# Gunma Civic Centre
A Gunma Civic Centre (群馬県民会館) (kereskedelmi szponzori okok miatt Beisha Cultural Hall (ベイシア文化ホール) néven is ismert) koncertterem a Gunma prefektúrabeli Maebasiban.

## Áttekintés
A körülbelül 2500 ember befogadására képes épületet 1971-ben nyitották meg Gunma prefektúra legnagyobb ilyesféle létesítményeként, melyben koncerteket, színdarabokat, musicaleket rendeznek, de 2008 augusztusában itt tartották meg a Nemzeti Középiskolai Kulturális Fesztivált („Gunma szóbun”) is. A koncertterem 1971-es építkezése előtt a Gunma Egyetem kampusza volt a területen, s innen terjedt el országszerte az Akai hana siroi hana című lírai dal.
A 2009-es üzleti évben a helyi székhelyű Beisha szupermarket 50 000 000 jenért megvásárolta a koncertterem elnevezésének jogát öt évre, majd Beisha Cultural Hallra (ベイシア文化ホール) keresztelte át az épületet.

## Megközelítése
- JR Maebasi állomásának busztermináljánál